# Ügynökjátszma (film, 2010)
Az Ügynökjátszma (eredeti cím: Game of Death) 2010-ben bemutatott amerikai akciófilm, melyet Jim Agnew és Megan Brown forgatókönyvéből Giorgio Serafini rendezett. A főbb szerepekben Wesley Snipes, Zoe Bell, Gary Daniels és Robert Davi látható.
Az Amerikai Egyesült Államokban 2011. február 15-én jelent meg DVD-n.

## Cselekmény
|  | Alább a cselekmény részletei következnek! |

A történetet visszaemlékezésekben mondják el. A CIA-ügynök Marcus Jones elmondja utolsó küldetését, annak formájában, hogy meggyón egy katolikus papnak (Ernie Hudson szerepe). A küldetés azzal kezdődik, hogy Jones mentora a CIA-nál, Dietrich, megbízza őt azzal, hogy információt szerezzen két amerikai civil (Frank Smith), egy fegyverkereskedő, és John Redvale, egy fedezeti alapkezelő) vádjával kapcsolatban. Jones-nak sikerül beállnia Smith testőrének, és elkíséri őt a Redvale házba, ahol Smith 100 millió dollárt fog kapni készpénzben. Ismeretlen támadók lecsapnak a járműre, amiben Smith és Jones utazik. Dietrich, felettük repülve egy helikopterben számos más CIA-ügynökkel együtt, felfedezi, hogy a többiek mind árulók, amikor megölik őt. Mindenki a pénzt akarja megszerezni.
Jones és Smith túlélik a támadást részben azért, mert Smith szívinfarktust kap. A sofőrt megölik; Jones átveszi a kormányt, lerázza a gyilkosokat, és elviszi Smith-et a detroiti egészségügyi központba, ahol életmentő kezelést nyújtanak neki. A CIA árulók megérkeznek és elkezdik megölni az egészségügyi dolgozókat. Jones, a gyilkosok elsődleges célpontja, kitér előlük, és a legtöbbjüket kiiktatja, amíg Floria (Zoë Bell) el nem fogja, aki ezután elviszi őt az új csapatvezetőhöz, Zander-hez (Gary Daniels). Jones-t kiütik, és ott hagyják, mint a halálos áldozatok felelősét, amíg Smith-et elviszik, egy orvossal (Aunjanue Ellis) együtt, Redvale-hez (Quinn Duffy), hogy így a gyilkosok megkapják a 100 millió dollárt. Redvale úgy dönt, hogy úgy lesz a legjobb, ha a gyilkosok megkapják a pénzt, és majd néhány év után levadássza őket. Eközben Jones ellop egy mentőautót és Redvale házához vezet, hogy megmentse a doktort, és eliminálja a volt csapattársait. Miután mindezt végrehajtotta, Jones kitér a detroiti rendőrök elől, és elmenekül egy csomaggal, ami pontosan 25 millió dollárt tartalmaz. Ahogy elhagyja a székesegyházat és a papot, akinek gyónt, hátrahagyja a csomagot. Ahogy a kosárlabda edzés mellett elsétál, egy fiatalember nekidobja a labdát, ami arra emlékezteti, hogy még nem rendezte le teljesen a dolgait Istennel.
|  | Itt a vége a cselekmény részletezésének! |

## Szereplők
| Színész        | Szerep       | Magyar hang       |
| -------------- | ------------ | ----------------- |
| Wesley Snipes  | Marcus Jones | Galambos Péter    |
| Aunjanue Ellis | Rachel       |                   |
| Zoë Bell       | Floria       |                   |
| Ernie Hudson   | Clarence     | Papp János        |
| Quinn Duffy    | John Redvale | Karácsonyi Zoltán |
| Gary Daniels   | Zander       | László Zsolt      |
| Robert Davi    | Frank Smith  | Berzsenyi Zoltán  |
| Ron Balicki    | Jimmy        |                   |

## A film készítése
A film eredeti rendezője Abel Ferrara lett volna, akivel Wesley Snipes már dolgozott együtt korábban a New York királya című 1990-es gengszterfilmben. Ferrara azonban a forgatás közben, ismeretlen okok miatt kiszállt a projektből és Serafini vette át a helyét.

## Fogadtatás
A Rotten Tomatoes kritika-gyűjtő weboldalon a film átlag pontszáma 19% lett. Úgy írták le, mint egy alacsony színvonalú politikai akciófilm. Az IMDb-n 4.7 / 10 értékelést kapott.

## Fordítás
Ez a szócikk részben vagy egészben  a   Game of Death (2010 film) című angol Wikipédia-szócikk ezen változatának fordításán alapul.  Az eredeti cikk szerkesztőit annak laptörténete sorolja fel. Ez a jelzés csupán a megfogalmazás eredetét és a szerzői jogokat jelzi, nem szolgál a cikkben szereplő információk forrásmegjelöléseként.